# Province de Ciudad Real
La province de Ciudad Real (en anglais : Provincia de Ciudad Real) est une des cinq provinces de la communauté autonome de Castille-La Manche, dans le centre de l'Espagne. Sa capitale est la ville de Ciudad Real.

## Géographie
La province de Ciudad Real est située au sud-ouest de la communauté autonome et couvre une superficie de 19 813 km2.
Elle est bordée au nord par la province de Tolède, au nord-est par la province de Cuenca, à l'est par la province d'Albacete, au sud par les provinces de Jaen et de Cordoue (communauté autonome d'Andalousie) et à l'ouest par la province de Badajoz (communauté autonome d'Estrémadure). 
La province se trouve dans la partie méridionale de la Meseta centrale et offre un paysage plat, parsemé de collines généralement peu élevées. Au sud, la Sierra Morena sépare la province de la communauté autonome d'Andalousie ; sa principale voie de passage est le défilé de Despeñaperros. Au nord la province est délimitée par les monts de Tolède, d'altitude plus modeste.
Le principal bassin hydrographique est celui du Guadiana. Ce cours d'eau prend sa source dans les Lagunas de  Ruidera, à l'est de la province, disparaît et réapparaît à proximité de la commune de Villarrubia de los Ojos. Ses principaux affluents dans la province sont les rivières Cigüela, Záncara, Azuer, Jabalón et Bullaque.
Le climat de la province de Ciudad Real est méditerranéen continental. Les variations de températures sont parmi les plus fortes de la péninsule, ce qui donne des hivers froids et des étés chauds et secs.

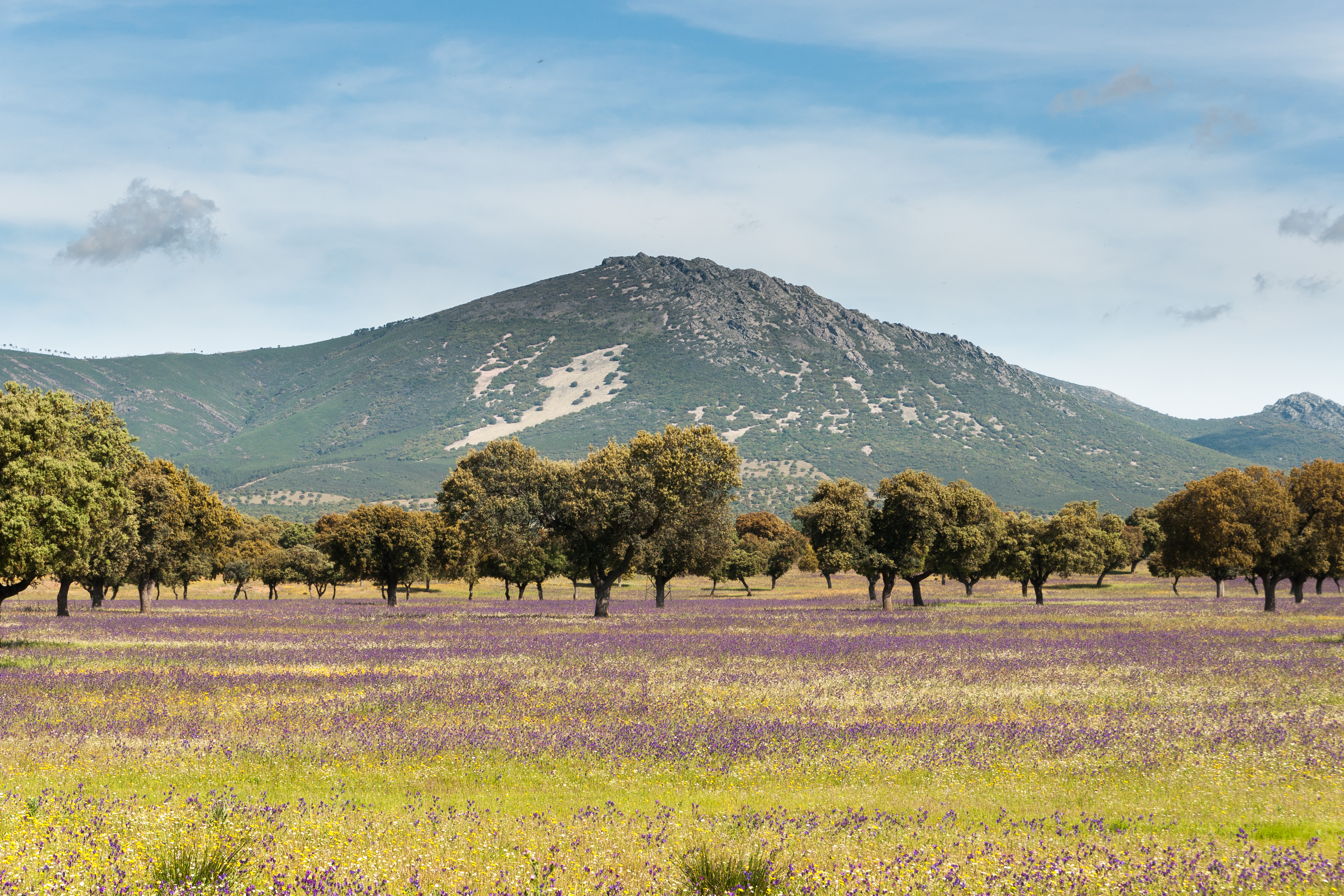
Les monts de Tolède occupent le nord-ouest de la province

## Subdivisions

### Comarques
La province de Ciudad Real est subdivisée en six comarques :
- Alcudia
- Calatrava
- La Mancha
- Montes
- Montiel
- Sierra Morena

### Communes
La province compte 102 communes (municipios en espagnol).